# غوبرنيه بيسارابيا
غوبرنيه بيسارابيا هي محافظة إدارية ضمن الإمبراطورية الروسية تأسست عام 1812 طبقا بموجب معاهدة بوخارست التي انتهت الحرب الروسية العثمانية لعام 1812 وطبقا للاتفاقية يضم القسم الشرقي لإمارة مولدوفا الخاضعة للدولة العثمانية إلى الإمبراطورية الروسية.
انفصلت غوبرنية بيسارابيا عن الإمبراطورية الروسية عام 1917 بعد إقامة الستافل تعاري (المجلس الوطني بمولدوفا في ذلك الوقت) فأصبح بذلك الجمهورية الديموقراطية المولدافية في ديسمبر 1917. اتحدت الجمهورية الجديدة مع رومانيا في أبريل 1918.
70% من غوبرنيه بيسارابيا يوجد الآن في مولدوفا و30% في أكرانيا.

## أعلام
- أبا ليرنر